# Paparazzi (chanson)
Pour les articles homonymes, voir Paparazzi (homonymie).
Singles de Lady Gaga
Chillin Bad Romance
Pistes de The Fame
LoveGame Poker Face
Paparazzi est une chanson enregistrée par l’artiste américaine Lady Gaga, sortie comme étant le dernier single de son premier album, The Fame. Écrit par Rob Fusari et Gaga, le titre est le troisième single de l'album au Royaume-Uni, en Irlande ainsi qu’en Italie, le quatrième au Canada et aux États-Unis et le cinquième en Australie, en Nouvelle-Zélande et en France. Il est sorti le 6 juillet 2009 au Royaume-Uni et quatre jours plus tard en Australie. Normalement, LoveGame devait être le troisième single dans le pays des Britanniques, toutefois, Paparazzi a finalement été choisi car LoveGame était potentiellement sujette à controverse à cause de ses paroles et de son vidéoclip. Le morceau représente la lutte sans fin que mène Gaga pour atteindre la gloire qu’elle désire. Basée sur un genre dance de tempo rapide, la chanson décrit à première vue un harceleur qui poursuit une autre personne pour attirer l'attention et la célébrité.
Paparazzi a été acclamée par la critique pour son côté détendu plutôt festif et pour son ambiance très compatible avec les discothèques. Le vidéoclip accompagnant le morceau montre Gaga comme étant une starlette condamnée à être sans cesse traquée par les paparazzis et presque tuée par son petit copain. Elle survit finalement à l’agressivité de son conjoint et revient pour prendre sa revanche en l’empoisonnant et en se dénonçant par la suite. Le titre parvient à se classer dans le top 10 des classements australien, canadien, irlandais et britannique tout en atteignant également la première position du hit-parade allemand et tchèque. Aux États-Unis et en France, la chanson atteint la sixième position des hit-parades respectifs de ces deux pays.
Gaga interprète le morceau au The Fame Ball Tour, où il ouvre le bal du spectacle, aux MTV Video Music Awards 2009, où elle a entre autres gagné le prix de la meilleure direction artistique et des meilleurs effets spéciaux pour le vidéoclip de Paparazzi ainsi qu’à Saturday Night Live, en octobre 2009. Elle interprète aussi la chanson lors de sa seconde tournée internationale, The Monster Ball Tour où elle adopte le personnage de Raiponce. Dans la seconde partie de la tournée, Gaga s’inspire d’une tenue du film Le Magicien d'Oz, et toujours dans le thème de l'imaginaire, elle se fait poursuivre par un lophiiforme géant.

## Écriture et inspiration
Dans une interview pour About.com, Gaga affirme qu’il peut y avoir des interprétations différentes pour le single, en disant,

« Eh bien, je suis si ravie qu’il y ait plusieurs interprétations, c’était l’idée. La chanson concerne plusieurs thèmes distincts – il s’agit de ma lutte, je veux la gloire ou je veux l’amour ? Il s’agit aussi de courtiser les paparazzis pour qu’ils tombent amoureux de moi. C’est à propos de la presse à scandale, si vous voulez, regarder des ersatzes se ridiculiser dans leurs conditions sociales. C’est une chanson d’amour pour les caméras, mais c’est aussi un morceau d’amour pour la célébrité et sur l’amour elle-même – Peut-on avoir les deux, ou peut-on n'en avoir qu'un ? »

Dans une interview avec le tabloïd australien The Daily Telegraph, Gaga explique que la chanson concerne sa lutte pour faire l'équilibre entre le succès et l’amour. Bill Lamb d’About.com assure que « le titre est en quelque sorte un hommage à la symbiose émotionnelle, mais cela représente finalement la fausseté et les relations de ‘plastiques’ entre les stars et leurs paparazzis [...] qui, pour le meilleur ou pour le pire, sont uniquement là pour alimenter la presse à potins, et dans un certain sens, acquérir à la célébrité ».

## Composition

Gaga en mars 2009 faisant son apparition sur la scène tout en chantant Paparazzi.

Paparazzi possède un tempo assez rapide en comparaison aux précédents singles de la chanteuse, en particulier Poker Face et Just Dance, et contient un rythme imposant ,. La chanson détient un groove modéré de style électro-synth, se répertorie dans une tonalité de Sol mineur et a un tempo de 115 pulsations par minute. Le morceau se base dans une signature rythmique commune 4/4. La gamme vocale de Gaga est d'ordre croissant, tout d’abord dans de notes faibles, la Sol3 pour par la suite s’étendre dans de plus hautes, la Mi5. Selon Bill Lamb d’About.com, la voix de Gaga domine le rythme du titre, transportant l’auditeur de manière séduisante dans le monde complexe de la célébrité . Paparazzi est fondée sur des sonorités légèrement « langoureuses » et incorpore des percussions pour transmettre des émotions . Gaga a de plus précisé qu’avec ce titre, elle veut propager certains sentiments dont le désir sexuel, la crainte ainsi que la possibilité d'abandonner sa vie actuelle pour avoir du plaisir . En matière de paroles, Paparazzi concerne la célébrité avec filature et ses attributs .

## Accueil critique

Gaga en mars 2009 chantant Paparazzi en spectacle dans le continent européen lors de sa première tournée The Fame Ball Tour

La chanson reçoit majoritairement des critiques musicales positives. Dans une critique d’un des concerts du The Fame Ball Tour, Jill Menze de Billboard complimente le chant de la piste en disant que « L’une des meilleures ballades de The Fame, Paparazzi, nous montre comment Gaga peut s’approprier différentes sortes de gammes vocales ». De son côté, Alexis Petridis de The Guardian explique que « vous pouvez rapidement oublier la plupart des chansons de The Fame, par contre, l’air de Paparazzi refuse d’être oublié et s’installe dans votre tête  ». Stephen Thomas Erlewine d'AllMusic s’élance quant à lui dans une description du morceau en écrivant qu’il est « de différents styles ; au début dans un genre de pop glorieux pour s’aligner dans un genre plus léger ». Ben Norman d’About.com affirme que la chanson est l'une de ses trois favorites de l’album et qu’il la trouve « épatante » . Priya Elan de The Times déclare que « même le trio des pistes traitant sur la célébrité et la gloire (Paparazzi, Beautiful, Dirty, Rich et la chanson titre), qui sont le noyau de l’album, ne créent pas la controverse en offensant cette forme de célébrité mais plutôt en l’observant calmement ». Bill Lamb également d’About.com estime que Paparazzi a été une des meilleures réalisations artistiques de Gaga. Il ajoute que la chanson représente parfaitement la symbiose qui unies les célébrités et les paparazzis, l’émotion derrière les mots et la musique, et qui démontrent l’insistance de la voix de Gaga tout au long du morceau .
Evan Sadwey de PopMatters explique que Paparazzi et l’ancien single Poker Face sont tous deux comparables à son premier single, Just Dance, dû à leur style musical similaire, il ajoute toutefois que « Gaga n’a jamais eu l’envie de se répéter elle-même délibérément, la seule erreur qu’elle ait commise provient du fait qu’elle s'aventure dans un territoire où elle n'est pas préparée à toutes les possibilités ». Se dirigeant vers une note négative, Freedom Du Lac de The Washington Post affirme que « même si Gaga modifie quelques partitions et crochets de Paparazzi lorsqu’elle la chante en direct, la piste reste fausse, anonyme et banale ». Revenant sur une lancée positive, Erika Howard de New Times Broward-Palm Beach déclare que Paparazzi est sans doute la chanson la plus notoire de l'album. Jon Caramanica de The New York Times explique que « Paparazzi est une lettre d’amour de la caméra adressée aux personnes photographiées, mais ne va pas jusqu'à admettre que l'affection fonctionne dans les deux sens. Chaque notion autant musicale que théâtrale que Lady Gaga esquisse est élaborée, Paparazzi en est la preuve, rien ne s’arrête à l’unique composition des paroles, la simplicité est absente mais tout cela cache de la sensibilité ». Le magazine Pitchfork a classé Paparazzi au numéro 83 dans la liste des 100 meilleures chansons de 2009.

## Performance dans les hit-parades

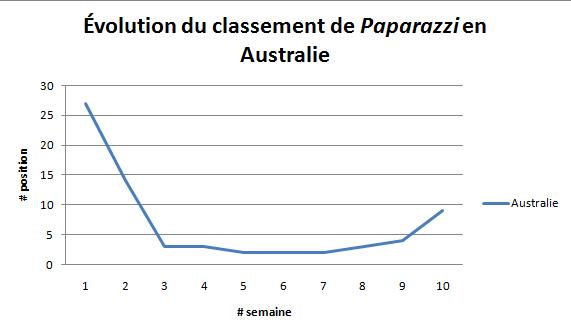
Diagramme montrant les 10 premières semaines de Paparazzi dans le hit-parade australien (ARIA).

Aux États-Unis, la chanson débute dans le classement américain, le Billboard Hot 100, au 74e rang dans la semaine du 12 septembre 2009. Quelques semaines plus tard, la piste atteint la 6e place, devenant par la même occasion le quatrième single consécutif de Gaga à atteindre le top 10 du classement américain. Avec Paparazzi, Gaga rejoint Christina Aguilera, Beyoncé et Fergie en tant que quatrième femme de la décennie à classer quatre singles issus d’un premier album dans le top 10 du Hot 100. Le titre a également trôné sur le Billboard Pop songs, le hit-parade représentant les ventes de chansons pops aux États-Unis. Elle est ainsi devenue la première artiste en sept ans d’histoire du palmarès Pop Songs à classer quatre singles issus de son premier album au numéro 1. La chanson débute aussi dans le hit-parade Hot Dance Club Songs, qui expose les diffusions de chansons dans les discothèques, comme l’indique son titre. Certaines de ces positions sont, selon Nielsen Soundsacan, dues aux 2 millions de copies numériques du singles écoulées aux États-Unis. Paparazzi entame sa montée dans le Canadian Hot 100 au 92e rang et se déplace à la 47e place la semaine suivante, devenant aussi la chanson la plus téléchargée au Canada lors de cette semaine,. Peu à peu, la piste se dirige vers de hauts sommets pour atteindre son apogée, la 3e position.
Le 1er juin 2009, Paparazzi débute dans le hit-parade australien, le Australian Singles Chart, au 73e numéro pour accomplir une montée la semaine suivante jusqu’à la 27e place. La chanson monte peu à peu jusqu’au second rang, devenant ainsi le quatrième single de Gaga à se classer dans le top 5 australien. Le morceau est certifié double disque de platine par l’Australian Recording Industry Association, en abrégé ARIA, pour ses 140 000 copies vendues. Le 22 juin 2009, en Nouvelle-Zélande, Paparazzi démarre à la 23e position et augmente lentement pendant 8 semaines pour finalement atteindre le quatrième numéro du palmarès,. Le titre est certifié disque d'or par la Recording Industry Association of New Zealand, couramment appelé RIANZ, après 14 semaines présentes dans le hit-parade et 7 500 ventes écoulées.
En février 2009, la chanson débute dans le classement britannique, le UK Singles Chart, à la 99e position dû à ses ventes numériques engendrées par la sortie de The Fame. Le 21 juin 2009, la piste accomplie sa plus grande montée, atteignant le 13e rang, une augmentation d’une trentaine de places comparée à la semaine précédente. Les sept jours suivants, le morceau réussit à atteindre le huitième numéro pour se rendre ultimement jusqu’à la quatrième position la semaine suivante,. Au cours de ses 49 semaines passées dans le palmarès britannique, la chanson s’est vendue à plus d’un demi-million de copies. La piste s’est également classée dans le Irish Singles Chart, le hit-parade irlandais, pour la première fois au 18e rang et un peu plus tard à la quatrième place,. Paparazzi a atteint la première position du classement allemand, devenant le deuxième pays où la chanson trône. Le titre commence par se positionner dans le palmarès néerlandais au 27e numéro. Six semaines plus tard, elle atteint le quatrième rang du répertoire musical néerlandais. En Italie, la chanson commence par se classer à la neuvième place et parvient par la suite à toucher la troisième position, devenant son deuxième single à entrer dans le top 3 de ce pays. Autour de l’Europe, Paparazzi s’est classée sixième en France et en Belgique francophone, quatrième en Suisse ainsi que troisième en Autriche. Dans le classement continental, le single est arrivé à rejoindre la troisième rang.

## Vidéoclip

### Développement
Le vidéoclip est dirigé par le réalisateur suédois Jonas Åkerlund, qui a précédemment réalisé plusieurs vidéos pour des artistes comme The Smashing Pumpkins, Madonna, Moby, Rammstein et U2. Pour ce clip, sa femme Bea Åkerlund est la styliste en chef et crée certains des costumes. Gaga explique à MTV qu’elle a terminé le tournage de sa vidéo Paparazzi et qu'elle est vraiment comblée du tournage qui, toujours selon ses dires, s’est déroulé parfaitement. Elle ajoute que la vidéo est semblable à un court métrage. Le 26 mai 2009, dans une interview pour le The Canadian Press, Gaga décrit son vidéoclip comme étant « le travail le plus merveilleux et créatif que j’ai fait à ce jour ». Elle a par la suite fait une description plus ample du clip et expliqué le message qu’il transmet,

« C’est un message vrai, sincère et puissant à propos des risques de la célébrité, de la mort et de la fin de la renommée, c’est destiné aux jeunes personnes. La vidéo explore les idées de certaines situations hyperboliques dans lesquelles les gens vont se mêler afin d'être célèbres, plus précisément la pornographie et le meurtre. Ce sont quelques-uns des thèmes majeurs de mon vidéoclip qui en effet peuvent contrarier des gens. »

Au Royaume-Uni et en Irlande, la vidéo est censée faire sa première le 4 juin 2009 sur la Channel 4. Le 29 mai 2009, le vidéoclip est piraté et fait son apparition frauduleuse sur plusieurs plateformes comme YouTube ; à la suite de cela, Gaga écrit un message sur son twitter disant « Arrêtez de pirater ma vidéo de m***de », avec un lien menant vers le vidéoclip.

### Scénario

Gaga en Australie, le 1 avril 2010, lors de la deuxième partie de sa tournée The Monster Ball Tour, chantant Paparazzi tout en étant attaquée par le Poisson-Ange.

Le vidéoclip est un mini-film qui dure plus de 8 minutes mettant en vedette Gaga et l’acteur suédois Alexander Skarsgård qui incarne son petit copain. Le clip résume la vie d’une starlette, en l’occurrence Gaga, accusée de complot meurtrier, qui est sans cesse poursuivie par les paparazzis. La vidéo s’ouvre avec une villa de bord de mer, où Gaga et son copain s’embrassent sur un lit et discutent en suédois. Tous deux se dirigent vers le balcon et recommencent à s’embrasser. Pendant ce temps, un photographe caché sur un toit voisin, prend des clichés de ceux-ci. Lorsque Gaga se rend compte que son conjoint a engagé le paparazzi pour prendre des photos d’eux, elle tente de l’arrêter. Comme sa tentative ne marche pas, elle lui lance une bouteille de champagne sur la figure. Furieux, il la jette par-dessus le balcon. Des photographes se ruent alors sur le corps ensanglanté de Gaga, gisant sur le sol tandis que des journaux proclament que sa carrière est finie. Selon le magazine Rolling Stone, cette scène rend hommage au film d’Alfred Hitchcock, Sueurs froides.
La scène suivante arrivée, Gaga sort d’une limousine, et se fait transporter jusqu’à une chaise roulante par un de ses danseurs. C’est lors de cette séquence que la chanson s’entame. Alors que les danseurs tournent autour d’elle et que des femmes se joignent à la chorégraphie, elle commence à marcher sur un tapis mauve à l’aide d’une paire de béquilles, tout en portant un bustier métallique doré et en étant coiffée d’un casque de la même matière. D’après Entertainment Weekly, ce costume d'homme bionique présenté comme un justaucorps est similaire à l’habit d'un des danseurs de George Michael dans son vidéoclip Too Funky. Cette scène est entrecoupée par des plans montrant cadavres de mannequin gisant un peu partout dans la villa. La scène suivante montre Gaga dans un habit noir en latex, assise sur un divan et pendant un court moment, accompagnée d’un trio de rockeurs heavy metal, plus précisément lors du moment où elle chante les paroles « Loving you is cherry pie » qui se traduit par « T’aimer est la cerise sur le gâteau ».  Le trio, connu sous le nom de Snake of Eden, s’est fait connaitre dans l’émission de télé-réalité Daisy of Love. Selon MTV, cette scène est un clin d’œil à la chanson Cherry Pie du groupe américain Warrant. Plus tard, il est confirmé que cette séquence est dédiée aux débuts de Gaga en tant que danseuse dans les clubs rocks. Après cela, le refrain reprend avec Gaga vêtue d’un habit noir et blanc ainsi que d’une moitié de jupe noire sur sa jambe droite. Elle danse avec cette tenue dans une salle spacieuse accompagnée de cinq danseuses portant des habits similaires. La vidéo continue et arrive au pont musical, où Gaga est habillée d’une robe composée de bandes de films et coiffée d’un Mohawk conçu de plumes noires et blanches, semblable à celui que les guerriers romains traditionnels portent.
Dans la scène suivante, Gaga et son petit copain, avec un cache-œil dû à la blessure que lui a causée la bouteille de champagne, lisent des magazines sur un sofa dans le salon de thé. Gaga est quant à elle vêtue d’une combinaison jaune avec des lunettes circulaires noires et de grandes épaulettes. The Guardian compare cet habit à celui que porte la souris fictive Minnie Mouse. Gaga prend finalement sa revanche sur son conjoint et glisse un peu de poison, qui était camouflé dans sa bague voulant faire un clin d’œil à la rumeur qui courrait sur Lucrèce Borgia, dans un jus alcoolisé qu’elle lui sert peu après. Après la mort de celui-ci, elle appelle le 9-1-1 en disant à la réceptionniste « I just killed my boyfriend » qui se traduit par « Je viens de tuer mon copain ». La police arrive sur les lieux et arrête Gaga qui, habillée d’un habit noir et d’une perruque en forme de cône, marche jusqu’à la voiture de police tout en étant harcelée par la foule de paparazzis qui désirent prendre des photos. La scène est entrecoupée par de gros plans de journaux disant qu’elle est revenue dans le monde de la musique, qu’elle est innocente et qu’elle reconquit sa célébrité. Le vidéoclip se termine avec Gaga qui, posant pour sa photo d’emprisonnement, imite un mannequin et est vêtue d’une robe métallique en forme de tulipe, qui est la même que sur celle de la pochette du single. Le Daily Mail compare cet habit avec un accoutrement que porte la chanteuse Beyoncé Knowles dans sa tournée I Am… Tour.
Il est plus tard révélé que le clip de Thelephone de Lady Gaga et Beyoncé est la suite du vidéo clip de Paparazzi.

### Réception
Daniel Kreps de Rolling Stone compare la vidéo avec le clip November Rain. Les scènes où l’on peut voir des mannequins morts ont été soulignés par celui-ci, disant qu’elles étaient le fil conducteur du vidéoclip. Il a aussi complimenté la vidéo pour « sa qualité cinématographique, qui est difficile à égaler, il vous faudra surement un œil-artistique pour voir ce que représente cette vidéo mais ça en vaut le coup ». Il ajoute à propos du piratage de la vidéo que c’est « bien plus qu’une simple fuite ; ça mériterait surement un tapis rouge ». Anne Pickard de The Guardian salue la vidéo en disant que « le travail accompli dans le clip est vraiment perceptible ». Cependant, elle trouve que le vidéoclip est trop long.   
Le vidéoclip remporte le prix de la meilleure direction artistique ainsi que celui des meilleurs effets spéciaux.  Le vidéoclip pour le single Telephone est une continuation de celui de Paparazzi, et également un mini-film. Il commence là où Paparazzi s’est arrêté, Gaga entrant en prison.
La scène où Gaga empoisonne son petit-ami est censurée sur MTV.

## Interprétations en direct

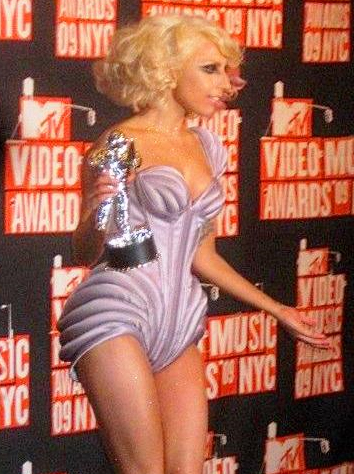
Gaga tenant un de ses trois prix qu'elle a remportés aux MTV Video Music Awards 2009 dont deux pour Paparazzi.

Le 14 février 2009, Gaga interprète pour la première fois Paparazzi lors d’une émission britannique, The Album Chart Show, dans le cadre de la promotion de The Fame
. La chanson est aussi interprétée en version piano acoustique sur la chaine Capitale Radio 95.8, le 1er mai 2009
. Le 26 juin 2009, Gaga chante le morceau en sortant d’un cube argenté, sur la scène du Glastonbury Festival
. La chanson prend une grande place dans sa première tournée, The Fame Ball Tour, où elle est la première à être interprétée. La vidéo introduisant l’interprétation de Paparazzi, nommée The Heart, montre Gaga jouant différents personnages, dont un qui se surnomme Candy Warhol, inspiré du créateur du pop-art Andy Warhol
. Lors de la prestation, elle est vêtue d’une robe argentée et noire accessoirisée d’un tutu court et d’un péplos
,,,. Elle est entourée des plaques argentées que tiennent ses danseurs, conçus de miroirs, qui camouflent complètement Gaga jusqu’au milieu de la chanson,. Le plateau est recouvert de fumée artificielle et de lumières s’allumant et s’éteignant qui s’ajoutent à la fumée,.

Gaga lors de la première partie de sa tournée The Monster Ball Tour, aux États-Unis, chantant Paparazzi.

La piste est également interprétée aux MTV Video Music Awards 2009. L’interprétation commence au moment où Gaga est allongée sur le sol, dans un décor représentant un manoir. Lors du refrain, Gaga tourne autour de la scène tout en courant, puis exécute une pirouette derrière un danseur et se dirige sur un fauteuil roulant. Elle se déplace ensuite vers un piano blanc où elle joue un court morceau tout en mettant son pied sur le clavier. Puis, elle contourne une seconde fois la scène, cette fois-ci avec du faux sang sortant de sa cage thoracique. Elle s’effondre alors sur le sol et se lamente en agonisant, et c’est alors qu’un de ses danseurs la soulève doucement. Gaga est subitement soulevée du sol avec une corde agrippée à sa main, imitant une pendaison. Ses yeux injectés de sang et son corps recouvert de cette même substance, elle se fige jusqu’à ce que les rideaux se ferment. Elle commente plus tard que son interprétation est destinée à ses fans en expliquant : « Je voulais faire une prestation sincère et réelle dans laquelle je ne me faisais pas seulement tuer par des paparazzis pour que cela soit spectaculaire [...] C’est vraiment pour mes fans, dont je savais qu'ils seraient là pour m’applaudir et m’apprécier comme je suis ».
La chanson est reprise dans la 35e saison de l’émission de comédie Saturday Night Live, avec une chorégraphie similaire à celle des Video Music Awards. Paparazzi fait également partie de la liste des chansons interprétées lors du The Monster Ball Tour.
Lors de la première partie américaine de la tournée The Monster Ball Tour, elle porte de très longues extensions à ses cheveux et est vêtue d’une veste noire de latex imposante. Un danseur est attaché à chacune de ses tresses, soit quatre danseurs. En guise d’arrière-plan, des étoiles ornent l'écran électronique. Lors des spectacles de la partie européenne, asiatique et de la seconde américaine, Gaga change le concept et la prestation de la piste. Elle est vêtue d’une robe verte-émeraude accessoirisée de pierres de la même couleur vers le bas, et est attaquée par une espèce de lophiiforme géant et mécanique qui désire la dévorer, mais il se fait tuer par les étincelles qui surgissent de la tenue de Gaga,.
Lors du Born This Way Ball Tour, le premier couplet et le premier refrain sont chantés par Mother GOAT tandis que Gaga chante le deuxième couplet et refrain vêtue d'une tenue noire et portant son sceptre à la main. Elle est sur une tour du château de la scène qui bouge au fur et à mesure de la chanson. La chanson s'achève après le deuxième refrain (le troisième couplet et dernier refrain ne sont pas chantés) après lequel elle tue Mother GOAT avec son sceptre.
Pendant la artRAVE, Gaga est vêtue d'une tenue à tentacules bleue à poids blancs (du 4 au 25 mai, puis depuis le 9 juillet 2014) ou complètement noire (du 26 mai au 7 juillet 2014) et interprète les deux premiers couplets et refrains. À la suite de cela les danseurs apportent (la « Monster Paw Chair ») une main géante où Gaga s'assoit à la fin de Paparazzi pour commencer à chanter Do What U Want.

## Reprises
Une reprise a été interprétée par Greyson Michael Chance, un jeune garçon de 12 ans venant de l’Oklahoma, aux États-Unis. La vidéo de son interprétation, réalisée à son école secondaire dans le cadre de la « Chorale de la soirée », est mise en ligne sur sa chaine YouTube et reçoit rapidement des millions de visionnages. Soraya Roberts de New York Daily News commente que « sa voix ainsi que sa tonalité sont impressionnantes et surpassent la moyenne, il pourrait probablement avoir une chance d’avoir un look de Justin Bieber et d’obtenir un succès dans le même genre ». Greyson a interprété la chanson dans le talk-show The Ellen Degeneres Show, et a reçu un appel de Gaga lui souhaitant bonne chance pour sa future carrière. Le groupe rock We The Kings a également repris la chanson en juin 2009, et mis peu après une vidéo de cette reprise sur la plateforme YouTube. Finalement, le pianiste coréen Yoonha Hwang a effectué une version instrumentale de la chanson, et l’a aussi mise sur le réseau YouTube.

## Liste des pistes et formats
| CD single en Australie et au Royaume-Uni, 1. Paparazzi (Album Version) – 3:29 2. Paparazzi (Filthy Dukes Remix) – 5:21 Remixes iTunes en Australie et au Canada, 1. Paparazzi (Stuart Price Remix) – 3:19 2. Paparazzi (Moto Blanco Edit) – 4:05 3. Paparazzi (Filthy Dukes Club Mix) – 5:21 4. Paparazzi (James Carameta Tabloid Club Edit) – 4:27 Remixes iTunes en Irlande et au Royaume-Uni, 1. Paparazzi – 3:27 2. Paparazzi (Filthy Dukes Club Mix) – 5:21 3. Paparazzi (Moto Blanco Edit) – 4:05 4. Paparazzi (Stuart Price Remix) – 3:19 5. Paparazzi (Yuksek Remix) – 4:47 Remixes iTunes aux États-Unis 1. Paparazzi (Demolition Crew Remix) – 3:55 2. Paparazzi (Moto Blanco Edit) – 4:05 3. Paparazzi (Stuart Price Remix) – 3:19 4. Paparazzi (Filthy Dukes Club Mix) – 5:21 | CD single remixes aux États-Unis 1. Paparazzi (Demolition Crew Remix) – 3:55 2. Paparazzi (Moto Blanco Edit) – 4:05 3. Paparazzi (Stuart Price Remix) – 3:19 4. Paparazzi (Filthy Dukes Club Mix) – 5:21 5. Paparazzi (James Camareta Tabloid Club Edit) – 4:27 6. Paparazzi (Album Version) – 3:29 7. Paparazzi (Instrumental Version) – 3:29 CD single remixes et remixes iTunes en France et en Allemagne, 1. Paparazzi (Moto Blanco Edit) – 4:05 2. Paparazzi (Moto Blanco Bostic Dub) – 6:42 3. Paparazzi (Demolition Crew Remix) – 3:55 4. Paparazzi (Stuart Price Remix) – 3:19 5. Paparazzi (Filthy Dukes Club Mix) – 5:21 6. Paparazzi (Yuksek Remix) – 4:47 7. Paparazzi (James Camareta Tabloid Club Edit) – 4:27 8. Paparazzi (Radio Edit) – 3:28 Remixes iTunes aux États-Unis 2 1. Paparazzi (Chew Fu Ghettohouse Radio Edit) - 3:39 2. Paparazzi (Yuksek Remix) - 4:47 3. Paparazzi (James Camareta Tabloid Club Edit) - 4:27 |

## Crédits
| - Lady Gaga - Écriture, Piano, Synthétiseur, Chant - Rob Fusari - Écriture, Production, Piano - Victor Korh - Coproduction | - Robert Orton - Mixage - Calvin Gaines - Ingénierie audio Source: |

## Classements, certifications et successions
| Classement (2009)                       | Meilleure position |
| --------------------------------------- | ------------------ |
| Allemagne (Media Control AG)            | 1                  |
| Australie (ARIA)                        | 2                  |
| Autriche (Ö3 Austria Top 40)            | 3                  |
| Belgique (Flandre Ultratop 50 Singles)  | 7                  |
| Belgique (Wallonie Ultratop 50 Singles) | 6                  |
| Belgique (Wallonie Ultratop 50 Singles) | 6                  |
| Canada (Hot 100)                        | 3                  |
| Danemark (Tracklisten)                  | 12                 |
| Espagne (PROMUSICAE)                    | 46                 |
| États-Unis (Hot 100)                    | 6                  |
| États-Unis (Pop Airplay)                | 1                  |
| États-Unis (Dance Club Songs)           | 1                  |
| Europe (Hot 100)                        | 3                  |
| Finlande (Suomen virallinen lista)      | 9                  |
| France (SNEP)                           | 6                  |
| Hongrie (Rádiós Top 40)                 | 10                 |
| Irlande (IRMA)                          | 4                  |
| Italie (FIMI)                           | 3                  |
| Nouvelle-Zélande (RMNZ)                 | 5                  |
| Pays-Bas (Nederlandse Top 40)           | 4                  |
| Tchéquie (IFPI Rádio)                   | 1                  |
| Royaume-Uni (UK Singles Chart)          | 4                  |
| Slovaquie (IFPI Rádio)                  | 5                  |
| Suède (Sverigetopplistan)               | 22                 |
| Suisse (Schweizer Hitparade)            | 4                  |

| Classement (2009)   | Position |
| ------------------- | -------- |
| Allemagne           | 23       |
| Australie           | 12       |
| Belgique (Flandre)  | 74       |
| Belgique (Wallonie) | 59       |
| Canada              | 18       |
| États-Unis          | 53       |
| Europe              | 24       |
| France              | 92       |
| Royaume-Uni         | 18       |

| Classement (2000-2009) | Position |
| ---------------------- | -------- |
| Australie              | 78       |

| Pays                     | Certification |
| ------------------------ | ------------- |
| Allemagne (BVMI)         | Or            |
| Australie (ARIA)         | 2 × Platine   |
| États-Unis               | 4 × Platine   |
| Italie (FIMI)            | Or            |
| Nouvelle-Zélande (RIANZ) | Or            |
| Royaume-Uni (BPI)        | Or            |
| Suisse (IFPI)            | Or            |

## Historique de sortie
| Pays        | Date              | Format    |
| ----------- | ----------------- | --------- |
| Irlande     | 5 juillet 2009    | CD Single |
| Royaume-Uni | 6 juillet 2009    | CD Single |
| Australie   | 10 juillet 2009   | CD Single |
| Italie      | 17 juillet 2009   | CD Single |
| États-Unis  | 8 septembre 2009  | CD Single |
| Allemagne   | 11 septembre 2009 | CD Single |
| France      | 7 décembre 2009   | CD Single |